# Wypełniacz (budownictwo)
Wypełniacz - produkt organiczny, lub nieorganiczny mineralny pochodzenia naturalnego, lub sztucznego w postaci pyłu, trocin, sieczki, wiórów drewnianych, lub włókien, stosowany jako dodatek obojętny chemicznie w spoiwach budowlanych i mieszankach betonowych. Stosuje się go w celu zmniejszenia zużycia materiału wiążącego i zmniejszenia masy objętościowej uzyskanego tworzywa. 
W budownictwie drogowym (drogownictwie) - produkt nieorganiczny pochodzenia mineralnego, najczęściej mączka kamienna - stosowany jako jeden ze składników asfaltobetonów i mas bitumicznych.
Wypełniacz może znacząco wpływać na właściwości termiczne gotowego produktu (np. trociny, granulat z tworzyw piankowych), a także na jego własności mechaniczne (materiały włókniste) i inne własności (pyły).